# Créquy
Créquy és un municipi francès situat al departament del Pas de Calais i a la regió dels Alts de França. L'any 2007 tenia 523 habitants.

## Demografia

### Població
El 2007 la població de fet de Créquy era de 523 persones. Hi havia 192 famílies de les quals 48 eren unipersonals (28 homes vivint sols i 20 dones vivint soles), 44 parelles sense fills, 72 parelles amb fills i 28 famílies monoparentals amb fills.
La població ha evolucionat segons el següent gràfic:
Habitants censats

### Habitatges
El 2007 hi havia 244 habitatges, 203 eren l'habitatge principal de la família, 37 eren segones residències i 5 estaven desocupats. 241 eren cases i 1 era un apartament. Dels 203 habitatges principals, 156 estaven ocupats pels seus propietaris, 33 estaven llogats i ocupats pels llogaters i 14 estaven cedits a títol gratuït; 7 tenien dues cambres, 26 en tenien tres, 49 en tenien quatre i 121 en tenien cinc o més. 148 habitatges disposaven pel capbaix d'una plaça de pàrquing. A 97 habitatges hi havia un automòbil i a 78 n'hi havia dos o més.

### Piràmide de població
La piràmide de població per edats i sexe el 2009 era:
| Homes | Edats   | Dones |
| ----- | ------- | ----- |
| 0     | 95 o +  | 0     |
| 0     | 90 a 94 | 0     |
| 0     | 85 a 89 | 4     |
| 8     | 80 a 84 | 8     |
| 36    | 75 a 79 | 24    |
| 16    | 70 a 74 | 20    |
| 8     | 65 a 69 | 12    |
| 8     | 60 a 64 | 20    |
| 8     | 55 a 59 | 16    |
| 12    | 50 a 54 | 8     |
| 12    | 45 a 49 | 4     |
| 20    | 40 a 44 | 4     |
| 12    | 35 a 39 | 20    |
| 32    | 30 a 34 | 24    |
| 20    | 25 a 29 | 36    |
| 8     | 20 a 24 | 12    |
| 12    | 15 a 19 | 16    |
| 8     | 10 a 14 | 16    |
| 12    | 5 a 9   | 12    |
| 20    | 0 a 4   | 24    |

## Economia
El 2007 la població en edat de treballar era de 303 persones, 223 eren actives i 80 eren inactives. De les 223 persones actives 209 estaven ocupades (122 homes i 87 dones) i 14 estaven aturades (6 homes i 8 dones). De les 80 persones inactives 20 estaven jubilades, 31 estaven estudiant i 29 estaven classificades com a «altres inactius».

### Ingressos
El 2009 a Créquy hi havia 193 unitats fiscals que integraven 473 persones, la mediana anual d'ingressos fiscals per persona era de 14.688 €.

### Activitats econòmiques
Dels 20 establiments que hi havia el 2007, 2 eren d'empreses extractives, 1 d'una empresa alimentària, 1 d'una empresa de fabricació d'altres productes industrials, 3 d'empreses de construcció, 4 d'empreses de comerç i reparació d'automòbils, 1 d'una empresa d'hostatgeria i restauració, 1 d'una empresa d'informació i comunicació, 1 d'una empresa immobiliària, 2 d'empreses de serveis i 4 d'empreses classificades com a «altres activitats de serveis».
Dels 7 establiments de servei als particulars que hi havia el 2009, 1 era una funerària, 1 taller de reparació d'automòbils i de material agrícola, 1 lampisteria, 1 empresa de construcció, 2 perruqueries i 1 saló de bellesa.
L'únic establiment comercial que hi havia el 2009 era una botiga d'equipament de la llar.
L'any 2000 a Créquy hi havia 23 explotacions agrícoles que ocupaven un total de 1.292 hectàrees.

## Equipaments sanitaris i escolars
El 2009 hi havia una escola elemental.

## Poblacions més properes
El següent diagrama mostra les poblacions més properes.